# Polymer-gebundener Sprengstoff
Ein Polymergebundener Sprengstoff oder Kunststoffgebundener Sprengstoff, auch PBX (englisch polymer-bonded explosive), ist ein Explosivstoff, in dem explosionsfähiges Pulver in einer Matrix unter Verwendung kleiner Mengen Polymer (Kunststoff) gebunden ist. Zu beachten ist, dass es sich bei PBX trotz des Begriffs Kunststoff („Plastik“) nicht um Plastiksprengstoff handelt, der noch nach dem Aushärten von Hand formbar wäre. PBX wird in der Regel für Explosivstoffe verwendet, die nicht einfach in eine Form gegossen werden können oder anderweitig schwer zu formen sind.
Er wurde 1952 vom Los Alamos National Laboratory entwickelt und ist wie Hexogen (RDX) in Polystyrol mit Dioctylphthalat als Weichmacher eingebettet. Oktogen (HMX)-Kompositionen mit Teflon-basiertem Bindemittel wurden in 1960er- und 1970er-Jahren für Granaten und seismische Experimente entwickelt, obwohl die letzteren Experimente in der Regel mit Hexanitrostilben (HNS) durchgeführt wurden.

## Vorteile
- Ist die Polymermatrix ein Elastomer (gummiartiges Material), neigt sie dazu, Schocks zu absorbieren. Dadurch ist ein PBX sehr unempfindlich gegen versehentliche Detonation und somit ideal für insensitive Munition.
- Harte Polymere können einen PBX bilden, der sehr starr ist und seine genaue Form auch unter starker Belastung beibehält.
- PBX-Pulver können bei Raumtemperatur in eine gewünschte Form gepresst werden, wodurch hohe kritische Temperaturen – wie sie beim Gießen anderer Sprengstoffe auftreten können – vermieden werden. Das Druckpressen ermöglicht eine Dichte des Materials, welche nahe an der maximalen theoretischen Dichte des Explosivstoffes liegt.
- Viele PBX können sogar maschinell bearbeitet werden. So kann er durch Drehen und Fräsen bearbeitet werden; auf diesem Weg werden auch Sprengstofflinsen für Nuklearwaffen hergestellt.[3]

## Bindemittel

### Fluoropolymere
Fluoropolymere bieten Vorteile als Bindemittel aufgrund ihrer hohen Dichte (was eine hohe Detonationsgeschwindigkeit zur Folge hat) und ihres inerten chemischen Verhaltens (was für eine lange Lagerstabilität und geringe Alterung förderlich ist). Die so erzeugten PBX sind jedoch schlecht zu verarbeiten. Die unangenehme Eigenschaft, dass ihre Glasübergangstemperatur nur bei Raumtemperatur oder etwas höher liegt, macht sie nämlich etwas spröde. Dies schränkt ihre Verwendung auf den Bereich der robusten Sprengstoffe (zum Beispiel TATB) ein, wo sich die Sprödigkeit nicht nachteilig auf die Sicherheit auswirkt.

### Elastomere
Elastomere werden bei mechanisch empfindlichen Sprengstoffen verwendet (beispielsweise bei Oktogen). Die Elastizität der Matrix senkt die Empfindlichkeit gegenüber Schock und Reibung. Die Glasübergangstemperatur liegt unterhalb der unteren Grenze des Temperaturarbeitsbereichs (typischerweise unter −55 °C). Vernetzter Gummi ist jedoch empfindlich gegenüber Alterung, vor allem durch Einwirkung freier Radikale und Hydrolyse der Verbindungen durch Spuren von Wasserdampf. Synthetische Kautschuke wie thermoplastische Elastomere oder Hydroxyl-terminiertes Polybutadien werden für diese Anwendungen häufig eingesetzt. Silikonkautschuk ist ebenfalls in Gebrauch.
Fluorkautschuke wie Viton vereinen die Vorteile der beiden anderen Bindemittel.

### Energetische Polymere
Energetische Polymere (zum Beispiel Nitro-Derivate von Polymeren) können als Bindemittel verwendet werden, um die explosive Kraft im Vergleich zu einem inerten Bindemittel zu erhöhen. Energetische Weichmacher können ebenfalls verwendet werden, wodurch die Empfindlichkeit des Explosivstoffes reduziert und die Verarbeitbarkeit verbessert werden.

## Beispiele für PBX
| Name     | Explosivstoff                                                     | Bindemittel                                               | Verwendung |
| -------- | ----------------------------------------------------------------- | --------------------------------------------------------- | --- |
| EDC-29   | β-HMX 95%                                                         | HTPB 5%                                                   | UK-Zusammensetzung |
| EDC-37   | HMX/Cellulosenitrat 91%                                           | Polyurethan 9%                                            | |
| LX-04-1  | HMX 85%                                                           | Viton-A 15%                                               | Hochgeschwindigkeitssprengstoff; Kernwaffen (W62, W70) |
| LX-07-2  | HMX 90%                                                           | Viton-A 10%                                               | Hochgeschwindigkeitssprengstoff; Kernwaffen (W71) |
| LX-09-0  | HMX 93%                                                           | BDNPA 4,6 %; FEFO 2,4 %                                   | Hochgeschwindigkeitssprengstoff; Kernwaffen (W68). Anfällig für eine Verschlechterung und Trennung von Weichmacher und Bindemittel. Verursacht ernste Sicherheitsprobleme                                    |
| LX-09-1  | HMX 93,3 %                                                        | BDNPA 4,4 %; FEFO 2,3 %                                   | |
| LX-10-0  | HMX 95%                                                           | Viton-A 5%                                                | Hochgeschwindigkeitssprengstoff; Kernwaffen (W70, W79, W82; ersetzt den LX-09) |
| LX-10-1  | HMX 94,5 %                                                        | Viton-A 5,5 %                                             | |
| LX-11-0  | HMX 80%                                                           | Viton-A 20%                                               | Hochgeschwindigkeitssprengstoff; Kernwaffen (W71) |
| LX-14-0  | HMX 95,5 %                                                        | Estane (ein thermoplastisches Elastomer) & 5702-Fl 4,5 %  | |
| LX-15    | HNS 95%                                                           | Kel-F 800 5%                                              | |
| LX-16    | PETN 96%                                                          | FPC461 (ein Vinylchlorid-Chlortrifluorethen-Copolymer) 4% | |
| LX-17-0  | TATB 92,5 %                                                       | Kel-F 800 7,5 %                                           | Hochgeschwindigkeitssprengstoff, insensitiv; Kernwaffen (B83, W84, W87, W89) |
| PBX 9007 | RDX 90%                                                           | Polystyrol 9,1 %; DOP 0,5 %; Rozin 0,4 %                  | |
| PBX 9010 | RDX 90%                                                           | Kel-F 3700 10%                                            | Hochgeschwindigkeitssprengstoff; Kernwaffen (W50, B43) |
| PBX 9011 | HMX 90%                                                           | Estane und 5703-Fl 10%                                    | Hochgeschwindigkeitssprengstoff; Kernwaffen (B57) |
| PBX 9205 | RDX 92%                                                           | Polystyrol 6%; DOP 2%                                     | entwickelt 1947 in Los Alamos, später als PBX 9205 bezeichnet |
| PBX 9404 | HMX 94%                                                           | Cellulosenitrat 3%; CEF 3%                                | Hochgeschwindigkeitssprengstoff; Kernwaffen (B43, W48, W50, W55, W56, B57, B61, W69). Anfällig für eine Verschlechterung und Trennung von Weichmacher und Bindemittel. Verursacht ernste Sicherheitsprobleme |
| PBX 9407 | RDX 94%                                                           | FPC461 6%                                                 | |
| PBX 9501 | HMX 95%                                                           | Estane 2,5 %; BDNPA-F 2,5 %                               | Hochgeschwindigkeitssprengstoff; Kernwaffen (W76, W78, W88). Einer der am besten erforschten Sprengstoffe |
| PBS 9501 | -                                                                 | Estane 2,5 %; BDNPA-F 2,5 %; weißer Puderzucker 95%       | Inerter Simulationssprengstoff mit den mechanischen Eigenschaften des PBX 9501 |
| PBX 9502 | TATB 95%                                                          | Kel-F 800 5%                                              | Hochgeschwindigkeitssprengstoff, insensitiv; Verwendung in neueren US-Kernwaffen (B61, W80, W85, B90, W91), auch Nachrüstung älterer Kernwaffen mit sicherem Sprengstoff                                     |
| PBX 9503 | TATB 80%; HMX 15%                                                 | Kel-F 800 5%                                              | |
| PBX 9604 | RDX 96%                                                           | Kel-F 800 4%                                              | |
| PBXN-106 | RDX                                                               | Polyurethan                                               | Schiffsgranaten |
| PBXN-3   | RDX 85%                                                           | Nylon                                                     | AIM-9X Sidewinder |
| PBXN-5   | HMX 95%                                                           | Fluoroelastomer 5%                                        | Schiffsgranaten |
| PBXN-9   | HMX 92%                                                           | HYTEMP 4454 2%, DOA 6%                                    | Einsatz in verschiedenen Systemen |
| PBXN-109 | RDX 64%, Aluminium 20%                                            | HTPB, Dioctyladipat & IPDI 16%                            | Insensitive Munition, für Sprengung. Detonationsgeschwindigkeit 7600 m/s. |
| PBXN-110 | HMX 88%                                                           | Polymer 12%                                               | Insensitive Munition, Spreng-/Splittergranaten |
| PBXN-111 | RDX 20%, Ammoniumperchlorat 43%, Aluminium 25%                    | 12%                                                       | Insensitive Munition, Unterwasser- bzw. Untergrundanwendungen |
| PBXW-122 | Nitrotriazolon 47%, RDX 5%, Aluminum, 15%, Ammoniumperchlorat 20% | 13%                                                       | Insensitive Munition |
| PBXW-124 | Nitrotriazolon 27%, RDX 20%, Aluminum 20%, Ammoniumperchlorat 20% | 13%                                                       | Insensitive Munition |
| XF11585  | 31% TNT, 27% RDX, 21% NTO, 13.5% Al                               | 7.5% Wachs                                                | schmelz- und gießbar, Insensitive Munition, Artilleriegranaten, Detonationsgeschwindigkeit 7468m/s |
| XF13333  |                                                                   |                                                           | schmelz- und gießbar, Insensitive Munition, Artilleriegranaten, Detonationsgeschwindigkeit 6976m/s |
| X-0242   | HMX 92%                                                           | Polymer 8%                                                | |
| XTX 8003 | PETN 80%                                                          | Sylgard 182 (ein Silikonelastomer) 20 %                   | Hochgeschwindigkeitssprengstoff, extrudierbar, Kernwaffen (W68, W76) |